# Менильмонтан (фильм)
«Менильмонтан» (фр. Ménilmontant, 1926) — французский художественный фильм Димитрия Кирсанова.

## Сюжет
Две девочки уезжают из дома, после того, как их родители были убиты топором бесноватым мужчиной (сыном). Они живут в Менильмонтане, средневековом пригороде Парижа. Работают в мастерской по изготовлению искусственных цветов. Младшая забеременела и оказалась в тяжёлом положении с ребёнком на руках. Мысль о самоубийстве привела её на набережную Сены. Но чуткость сестры и жителей квартала Менильмонтан спасают девушку от гибели.

## В ролях
- Надя Сибирская — младшая сестра
- Иоланда Больё — старшая сестра
- Ги Бельмон — молодой человек
- Жан Паскье
- Морис Ронсар

## Художественные особенности
В фильме применялся экспрессивный монтаж, близкий к стилистике Всеволода Пудовкина. Жорж Садуль писал, что в фильме «правдиво и глубоко поэтично показана каждодневная жизнь, Надя Сибирская проста и волнующа, как и весь фильм её мужа». Кроме того Кирсанова за эту картину рассматривают в качестве одного из предшественников французского поэтического реализма и итальянского неореализма.